# Uroševac
Uroševac (albánsky Ferizaj, srbsky Урошевац/Uroševac, před rokem 1912 Феризовићи/Ferizovići) je město v jihovýchodní části Kosova. Nachází se asi 40 km jižně od kosovské metropole Prištiny. Patří mezi největší kosovská města, podle sčítání roku 2011 mělo samotné město asi 43 000 obyvatel a celá obec asi 109 000 (3. největší po Prištině a Prizrenu). Město je etnicky téměř čistě albánské, s romskou menšinou. Je střediskem Ferizajského okruhu. Leží v nadmořské výšce okolo 580 m, přímo na rozvodí Černého a Egejského moře. Protéká jím říčka Nerodimka, která se právě před městem větví do dvou ramen, z nichž každé odtéká do jiného moře. Symbolem města jsou pravoslavný kostel a mešita v samotném středu Uroševace.

## Historie
V období mezi 12. až 14. stoletím bylo okolí dnešního města jedním z centrálních částí středověkého srbského státu. Nacházela se zde řada sídel tehdejších správců (Nerodimlje, Svrčin, Petrič, Pauli). Samotné město však vzniklo až v novější době.
V moderní době se město rozvíjelo díky železniční trati, která zároveň tvoří i jeho osu. Byla otevřena v roce 1874 (jakožto první železnice na území dnešního Kosova) a vedla od jihu ze Skopje do Kosovské Mitrovice (později prodloužena do Kraljeva). Nejvýznamnější stavbou v něm byl zájezdní hostinec (tzv. han), jehož majitelem byl Feriz Šašivari. Jeho jméno dalo název i rozvíjející se osadě (Ferizovići). Objevoval se také ještě název Tasyan podle fonetického přepisu francouzského slova station označující místní nádraží.
Nejprve se sem stěhovali Srbové a Albánci z Prizrenu a později i Arumuni z Bitoly. Roku 1891 byla v centru města zbudována mešita, která se dochovala do dnešních časů. Na počátku 20. století zde stálo již 400 domů. Město bylo rozděleno na jednotlivé čtvrti, kde dominovaly různé národnosti.
V roce 1910 se do Uroševace rozšířily protesty z nedaleké Prištiny, které vyvolalo zvýšení daní.
V závěru roku 1912 po skončení první balkánské války získalo Uroševac Srbsko. Srbové změnili jeho název na Uroševac, podle Štěpána Uroše V. Město bylo přejmenováno po porážce místních povstalců a obsazení srbskou armádou dne 25. ledna 1912. Místní albánské obyvatelstvo se však příchodu nové nadvlády bránilo se zbraní v ruce.

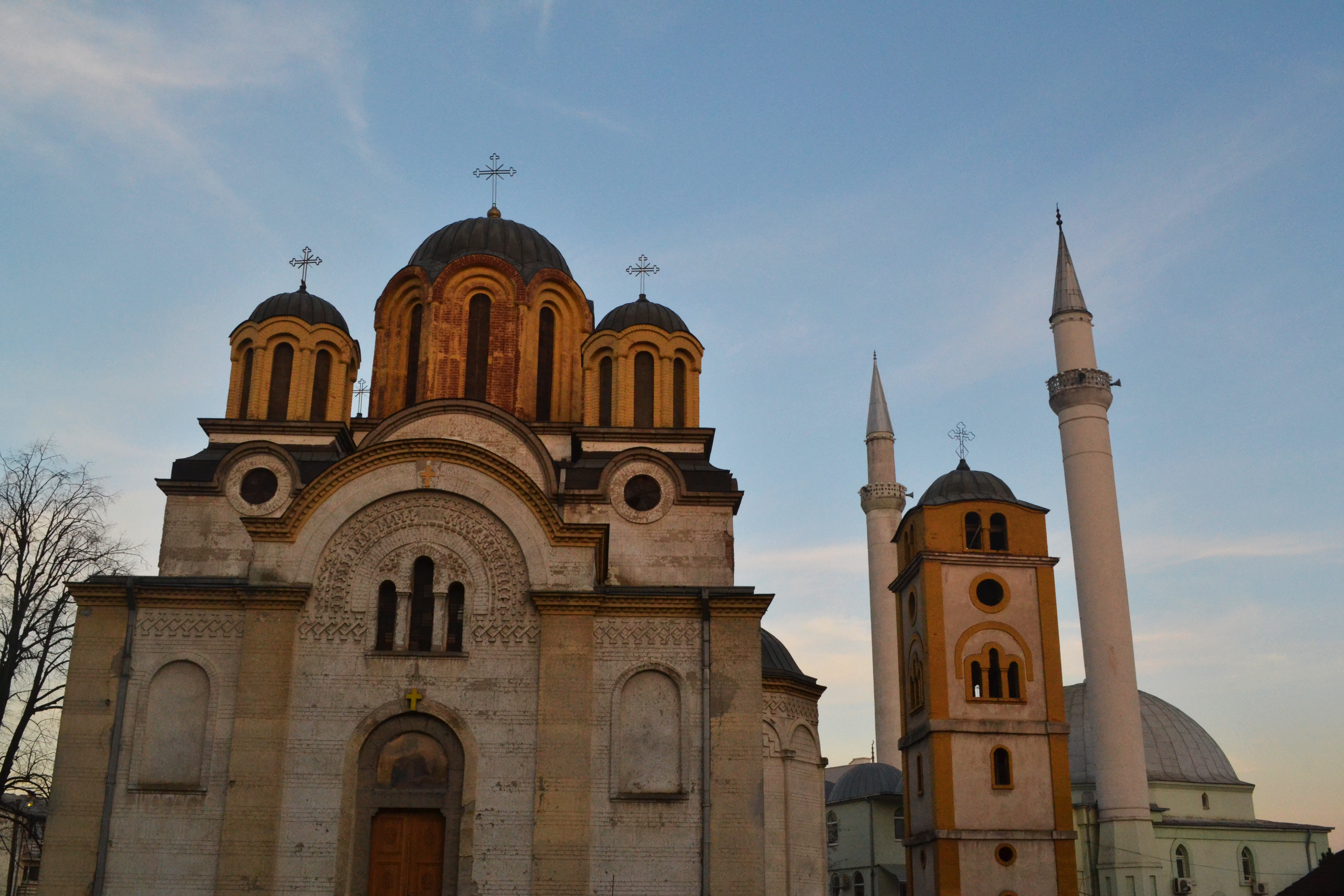
Náboženské stavby v Uroševaci.

Během první světové války byl Uroševac okupován Bulharskem a zařezno pod Vojenskou inspekční oblast Makedonie.
Podle jugoslávského sčítání lidu z roku 1921 mělo město 3529 obyvatel (728 domů), o deset let později už 5193 (1026 domů). Po začlenění do srbského státu začal jeho rozvoj; v roce 1924 byl schválen první urbanistický plán města a vybudována i první základní škola evropského stylu. V souvislosti s kolonizací Kosova se sem usídlili nově příchozí z regionu Hercegoviny. I přes všechny investice patřilo město k nejzaostalejším částem jugoslávského království. Místní albánské obyvatelstvo bylo k státu značně nedůvěřivé až nepřátelské. Většina místních (do druhé světové války byly zhruba 2/3 obyvatel města albánské národnosti) se věnovala buď řemeslné činnosti, nebo zemědělství. Jediným větším podnikem byla továrna na výrobu dlaždic, která vznikla již na počátku století.
V období existence meziválečné Jugoslávie zde také vznikl pravoslavný chrám sv. Štěpána Uroše V. (1933). Zbudován byl přímo vedle mešity, na jejím pozemku.
Město bylo dne 17. listopadu 1944 osvobozeno jednotkami jugoslávských partyzánů, nicméně již v únoru 1945 bylo město předmětem střetů mezi jarmádou Jugoslávie a ozbrojenými skupinami Balli Kombëtar, bojujícími o moc. Místní mešita byla poničena během druhé světové války.
Po druhé světové válce se uskutečnila industrializace, v rámci níž byly vybudovány různé továrny, například na výrobu nábytku a na zpracování arašídů. Na počátku 50. let 20. století zde byly v duchu jugoslávského socialismu zřizované dělnické rady a uplatňována samospráva pracujících. Zatímco v roce 1948 mělo město jen 6685 obyvatel, na počátku 70. let to bylo již zhruba 24 tisíc a roku 1981 to bylo již 37 659 lidí. V 60. letech došlo také k zvětšení plochy města na úkor některých sousedních obcí (např. Štimlje). Od druhé poloviny 80. let až do konce let devadesátých docházelo ve městě ke změnám etnické struktury obyvatelstva. Místní srbská komunita se značně zmenšila ve prospěch albánské většiny.
V roce 1999 byly v rámci bombardování SRJ letectvem NATO některé objekty na území města poničeny. V blízkosti Uroševace byla zřízena také základna Camp Bondsteel, sloužící US Army.
V roce 2004 došlo při nepokojích v Kosovu k poškození kostela.

## Administrativní dělení

Malba na stěně hotelu Ljuboten (Lyboten).

Pod město Uroševac spadají ještě do stejné opštiny následující sídla: Babljak, Balić, Biba, Burnik, Varoš Selo, Gatnje, Gornje Nerodimlje, Grebno, Grlica, Doganjevo, Donje Nerodimlje, Dramnjak, Zaskok, Zlatare, Jezerce, Jerli Prelez, Jerli Talinovac, Kamena Glava, Kosin, Košare, Laškobare, Manastirce, Mirosavlje, Muhadžer Prelez, Muhadžer Talinovac, Muhovce, Nekodim, Novi Miraš, Papaz, Plešina, Pojatište, Raka, Rahovica, Sazlija, Svrčina, Slivovo, Sojevo, Softović, Srpski Babuš, Stari Miraš, Staro Selo, Stojković, Tankosić, Trn, a Crnilo.

## Hospodářství
Ve městě a okolí je cca 1500 lidí zaměstnáno americkou společnosti Brown & Root, která se podílela také na výstavbě vojenské základny Camp Bondsteel. Místní podniky, které byly v době existence Jugoslávie, resp. do roku 2008 ve státních rukou, byly privatizovány. Na území města Uroševace se nachází cca 10 500 malých a středních firem. Hlavními ekonomickými odvětvími, které zaměstnávají nejvíce osob a mají největší hospodářský význam, jsou zemědělství a stavebnictví.

## Kultura a kulturní památky
Kromě dvou zmíněných svatostánků, které tvoří symbol města, se v okolí Uroševace nachází např. archeologické naleziště Varoš selo, kde byly uskutečněny vykopávky a nalezena přítomnost neolitického osídlení. V okolí města se nachází řada dalších historických objektů, např. pevnost Veliki Petrič. 
Samotné město má velmi málo historických budov. Mezi pozoruhodné patří např. knihovna Sadika Tafarshiku nebo budova místního divadla. Divadlo, které nese název po Adrianu Abdullahovi bylo zřízeno v roce 1943. Známá je také malba na fasádě hotelu Ljuboten, kterou realizoval v 60. letech makedonský umělec.
Před rozpadem Jugoslávie a válkou v Kosovu spadalo pod město celkem 7 veřejných knihoven s 60 565 knihami. Hlavní knihovna měla 30 913 knih. 

## Bezpečnost
V Uroševaci se nachází policejní stanice. 

## Doprava

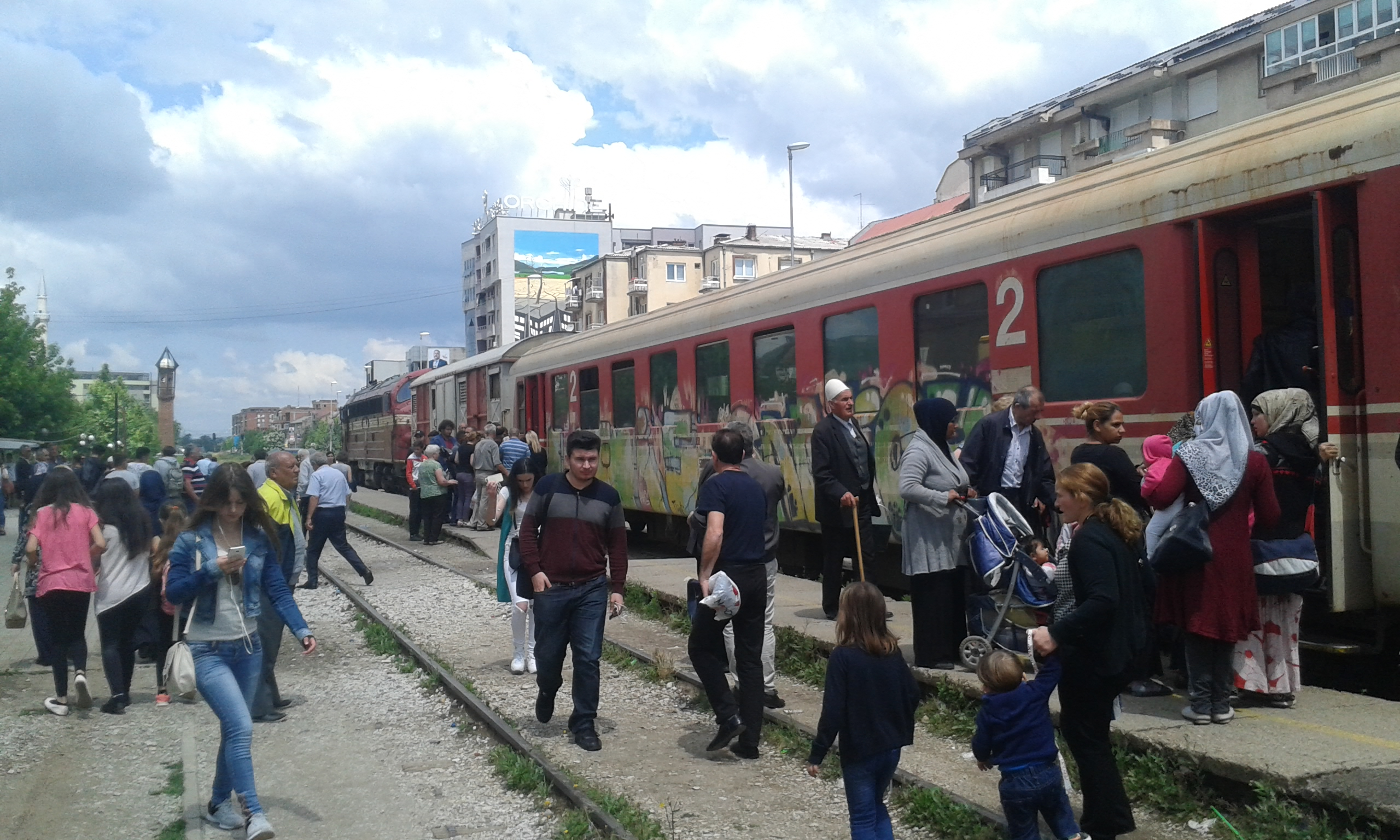
Železniční stanice v roce 2017.

Město leží na významné dopravní křižovatce tahů Priština - Skopje (severo-jižní, silniční i železniční spojení – Železniční trať Kosovo Polje – Skopje) a Gnjilane - Prizren (pouze silniční). Východním směrem obchází Uroševac silniční obchvat.

## Sport
Ve městě působí několik sportovních klubů: FK Ferizaj, KF Vullnetari i UÇK-së a KF Vizioni. Místní uzavřená hala byla pojmenována po americkém prezidentovi Billu Clintonovi.[zdroj?]

## Známé osobnosti
- Trajko Grković, partyzán
- Branko Kitanović, jugoslávský a srbský literát
- Ljuba Tadić, herečka
- Dušan Mikonjić, srbský malíř
- Shtjefën Kurti, albánský kněz
- Blleron Krasniqi, kosovskoalbánský fotbalista
- Qëndrim Guri, závodní cyklista
- Arsim Abasi, fotbalista
- Shefqet Pllana, etnograf